# 나트론 (광물)

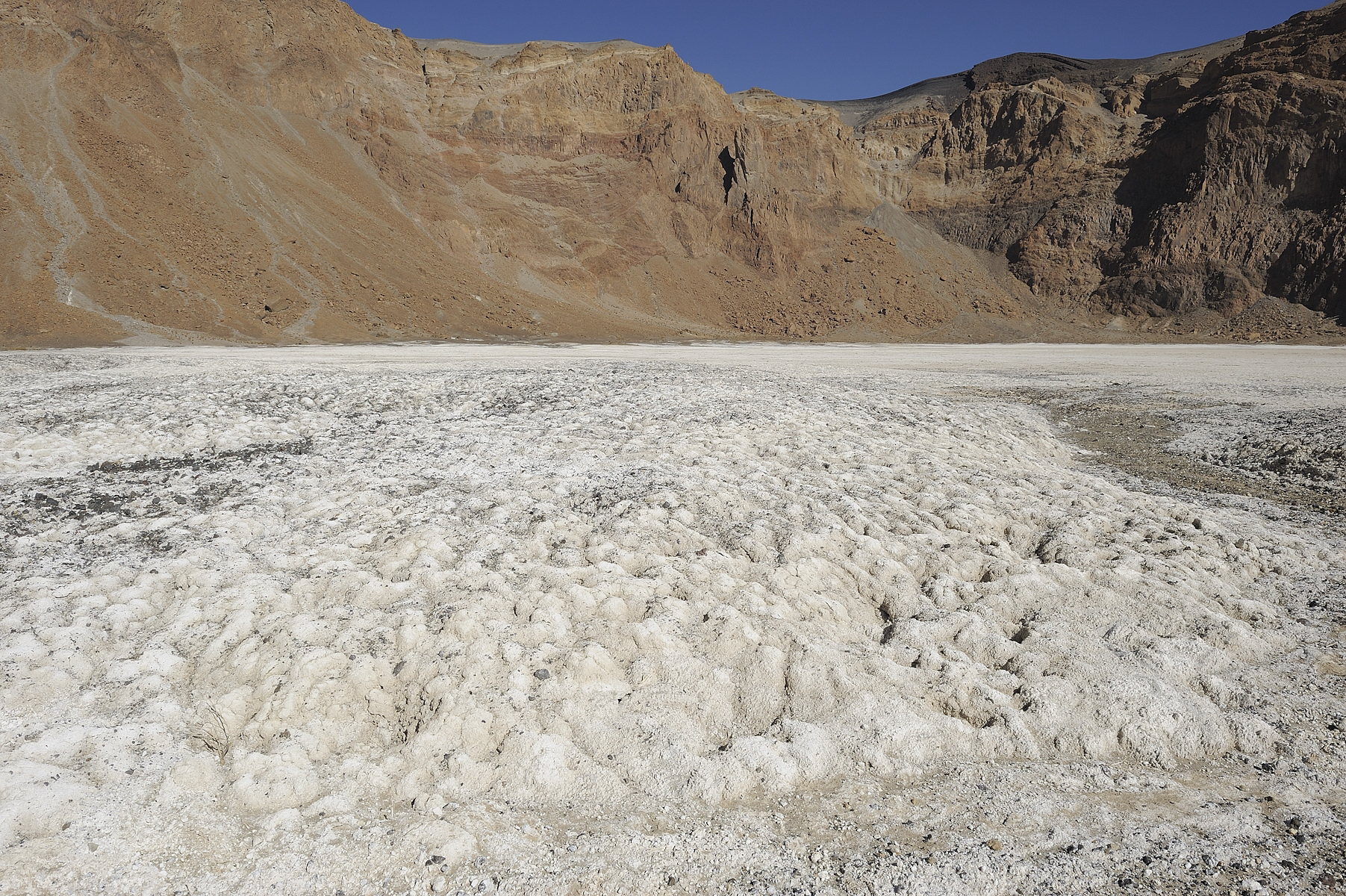
차드 티베스티산맥의 에라 코호르 분화구에 있는 나트론 광상

나트론(Natron) 또는 천연 탄산소다는 탄산 나트륨 십수화물(Na2CO3·10H2O, 일종의 소다회)과 약 17%의 중탄산나트륨(베이킹소다, NaHCO3라고도 함) 및 소량의 염화나트륨과 황산나트륨이 자연적으로 혼합된 물질이다. 나트론은 순수할 때는 흰색에서 무색이지만, 불순물이 섞이면 회색이나 노란색으로 변한다. 나트론 광상은 건조한 환경에서 생성된 염호 바닥에서 발견되기도 한다. 나트론은 역사적으로 다양한 용도로 사용되어 왔으며, 오늘날에도 그 구성 광물 성분의 광범위한 현대적 활용을 통해 그 활용이 이어지고 있다.
현대 광물학에서 '나트론'이라는 용어는 역사적 소금의 대부분을 구성하는 탄산나트륨 십수화물(수화 소다회)만을 의미하게 되었다.

## 같이 보기
- 초석
- 질산 칼륨
- 소다